# Volante (videojuegos)

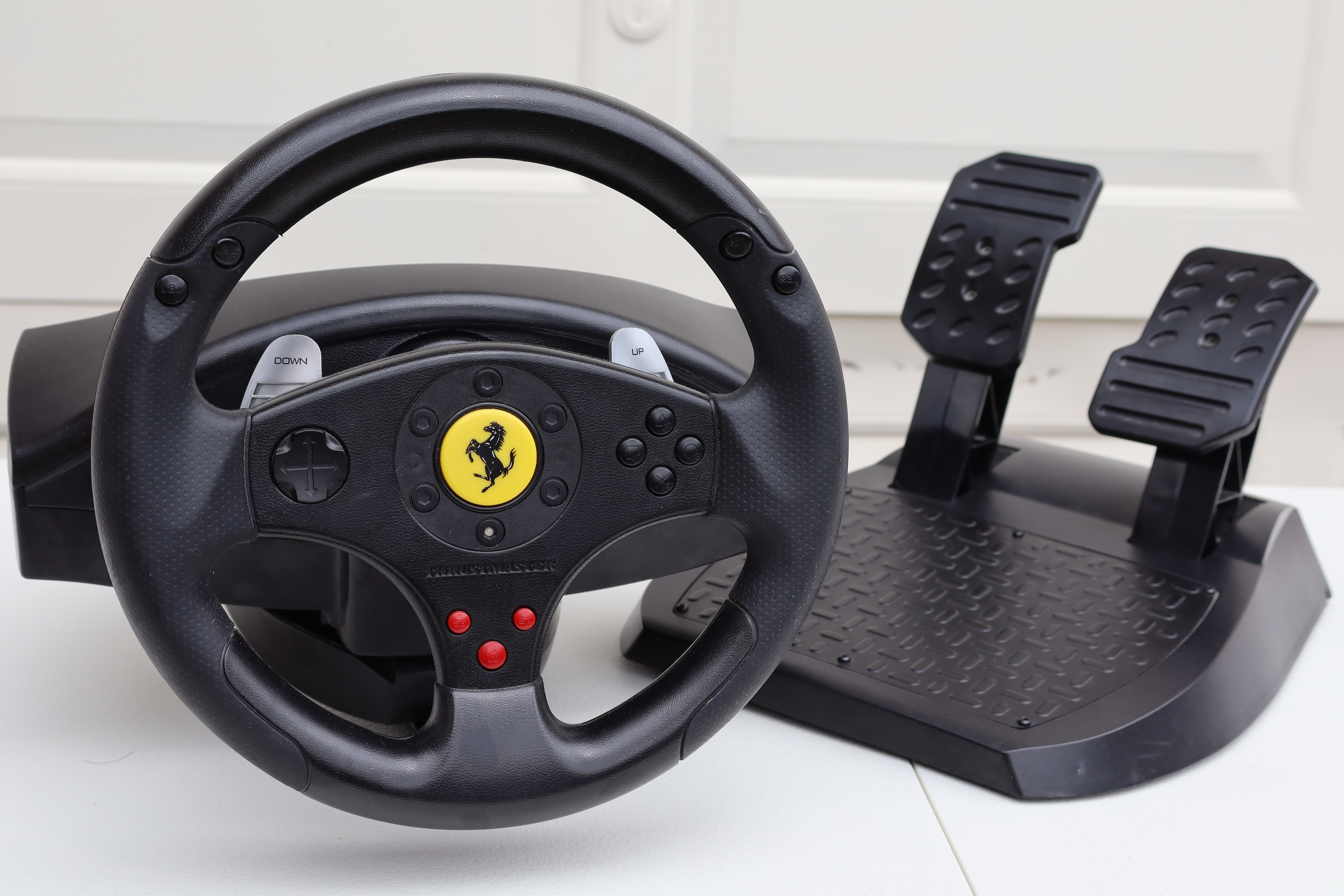
Volante Thrustmaster Ferrari GT Experience con pedales

Un volante de videojuegos (racing wheel en inglés), es un controlador de videojuego específicamente diseñado para su utilización en automovilismo virtual y videojuegos de carreras.
Por lo general están formados por volante, palanca de marchas y pedales de acelerador, freno y, a veces, embrague. Los volantes de videojuegos permiten al usuario disfrutar de una mayor precisión en la conducción, dotando al juego de un realismo sorprendente, aunque del tipo de juego y de su configuración va a depender el mayor o menor grado de realismo.

## SistemaForce Feedback
Se denomina Force Feedback (retroalimentación de fuerza) al sistema por el cual los volantes se dotan de un motor eléctrico que simula la sensación de conducción de un coche real: mayor o menor dureza en la dirección, temblor al coger un bache o al tener un accidente, tirada en las curvas... El primer volante con force feedback fue el Microsoft sidewinder el cual tenía siete botones más dos traseros utilizables cómo levas, dispone de unos pedales sin embrague.

## Fabricantes y modelos
Entre los fabricantes y modelos de volantes de videojuegos más populares se encuentran:
- Logitech: Logitech G29 y G920, Logitech G923, y los descatalogados Logitech G25, Logitech G27, Logitech Formula Vibration Feedback Wheel, Logitech Drive FX, Logitech Driving Force GT o Logitech Driving Force Wireless.
- Thrustmaster: t150, t300, tgt, t128, t248, t818.
- Moza: R5, R9,R12 Fanatec: CSL dd, podium dd1 y dd2 Cammus, simagic con su gama de productos entre los que destacan bases como alfa mini, asetec con su ecosistema e innovaciones en cuanto a volantes son otras alternativas de Direct Drive actuales más que interesantes y para todos los bolsillos y públicos.

## Plataformas en las que se utilizan volantes de videojuegos
Existen volantes de videojuegos para casi todas las plataformas recientes: PC, PlayStation 2, PlayStation 3, PlayStation 4, Xbox, Xbox 360, Xbox One, Wii, Nintendo switch.
Viendo el vacío dejado por los desarrolladores en cuanto a volantes para Xbox 360, la empresa XCM desarrolló un convertidor para poder ser utilizados en la consola de Microsoft los volantes diseñados para PS3, PS2 y PC. Su nombre es XCM F1 Converter. A continuación un listado de los volantes existentes según el tipo de plataforma:
- Volantes para PS3 y PS2: Logitech G27, Logitech Driving Force GT, Logitech Driving Force Wireless, Thrustmaster T500 RS, Thrustmaster GT Experience, Ardistel Speed Racing y NGS Pit Lane.

- Volantes para Xbox PC: Logitech Formula Vibration Feedback Wheel y los anteriores.

- Volantes para Xbox 360: Volante Wireless Xbox 360 de Microsoft, Joytech Nitro Racing Wheel, Logitech Drive FX, Microcoon Racing Wheel, CSR Elite, GT2 y CSR Normal (Más barato que CSR Elite y casi igual)

- Convertidor para poder utilizar volantes de PS3 y PC en la Xbox 360: XCM F1 Converter.

- Volante para Xbox One: Logitech g920, Logitech g923, la serie TX de Thrustmaster, los Fanatec con Xbox One universal hub , todos compatibles también con PC

- Volantes para PS4: Logitech g29, Logitech g923, Thrustmaster T150 Y T300 compatibles con PS4 y PC.